# دام (فیلم ۲۰۱۲)
دام یا تله (به هندی: Chakravyuh) فیلمی هندی محصول سال ۲۰۱۲ و به کارگردانی پراکاش جها است. در این فیلم بازیگرانی همچون آرجون رامپال، ایشا گوپتا، آبهای دئول، آنجالی پاتیل، مانوج باجپایی، کبیر بدی، اوم پوری، ماکش تیواری و سمیرا ردی ایفای نقش کرده‌اند.